# Departamentul Etimboue
Departamentul Etimboue este un departament din provincia Ogooué-Maritime  din Gabon. Reședința sa este orașul Omboue.